# 紐羅利卡河
紐羅利卡河是俄羅斯的河流，屬於瓦休甘河的右支流，由托木斯克州負責管轄，河道全長399公里，流域面積8,110平方公里，河水主要來自融雪，每年十月至翌年五月結冰。